# Буренкаас
Буренкаас (нід. Boerenkaas — фермерський сир) — різновид нідерландської сиру гауда. Відрізняється від останнього своїм ремісничим походженням (виготовляється на фермах з непастеризованого молока, ніколи на великих промислових підприємствах), а також великим періодом дозрівання — мінімум 18-24 місяців, є марки, що визрівають протягом більше 4 років.
Витриманий 4-річний буренкаас покритий оранжево-коричневою скоринкою, при цьому сам сир жовтуватого кольору, світло-лляного відтінку. Сир щільний, розсипчастий, має горіховий смак із гіркуватими нотками еспресо. Спеціальна процедура визрівання дозволяє позбутися зайвої різкості смаку, зробити його більш вишуканим.
Буренкаас в Нідерландах виготовляється дуже давно, але окремим від сиру гауда його стали вважати лише у 1997 році. Попри те, що Нідерланди експортують 75 % свого сирного виробництва, більша частина виробництва буренкааса залишається в країні, а не вирушає на експорт.